# Das letzte Wochenende
Das letzte Wochenende ist ein US-amerikanischer Spielfilm von René Clair aus dem Jahre 1945, gestaltet nach dem berühmten Kriminalroman Und dann gabs keines mehr von Agatha Christie. Dieser Film gilt weithin als die gelungenste Adaption der Vorlage.

## Handlung
Zwei Frauen und sechs Männer sitzen in einem Fischerboot auf unruhiger See und erreichen eine kleine, abgelegene Insel. Auf dieser steht nur ein einziges Haus. In dem hoch auf dem Inselplateu gelegenen Anwesen stellen sich die sich einander nicht kennenden Gäste einander vor. Sie alle wurden von einem Mr. Owen zu diesem Treffen eingeladen. Auch das anwesende Personal, dass aus zwei Personen, Thomas und Ethel Rogers, besteht, war erst kurze Zeit vor den Gästen auf der Insel eingetroffen. Der pensionierte Richter Francis J. Quinncannon und der etwa gleichaltrige Arzt Dr. Edward G. Armstrong entwickeln bald einen Draht zueinander und freunden sich ein wenig an. Am Abend treffen sich alle acht Eingeladenen zum Dinner und sehen auf dem Tisch einen Dekorationsring aus Keramik. Auf ihm ist eine kleine Figurengruppe, genannt „Zehn kleine Negerlein“. Vera Claythorne, eine der beiden Damen unter den Gästen, erklärt den Anwesenden den bekannten Abzählreim „Zehn kleine Negerlein“. Im Verlauf des Abends singt der stets ein wenig angetrunkene exilrussische Prinz Nikita Starloff Piano spielend das Lied von den „Zehn kleinen Negerlein“, nach dem Text zufolge eines nach dem anderen dahingerafft wird. Er nimmt damit in Form einer Moritat die düsteren Geschehnisse der Handlung vorweg. Am späten Abend wird von Thomas Rogers, dem Diener, eine Schallplatte aufgelegt – in der Annahme, es handele sich um Musik. Zum Erstaunen der Anwesenden ist darauf jedoch Mr. Owens Stimme zu hören. Des Gastgebers Stimme klagt im zu hörenden Text jeden seiner Gäste eines durch sie verübten und bislang ungesühnten Verbrechens an:
- General Sir John Mandrake soll den Liebhaber seiner Frau, einen Leutnant, in den Tod getrieben haben,
- Emily Brent soll den Tod ihres jungen Neffen Peter verschuldet haben,
- Dr. Edward G. Armstrong soll im betrunkenen Zustand den Tod eines seiner Patienten verursacht haben,
- Prinz Nikita Starloff soll ein Paar ermordet haben,
- Vera Claythorne soll den Verlobten ihrer Schwester umgebracht haben,
- Richter Francis J. Quinncannon soll für einen unrechtmäßigen Schuldspruch an einem Angeklagten verantwortlich sein, der daraufhin gehenkt wurde,
- Philip Lombard soll den Tod von 21 Eingeborenen in Südafrika zu verantworten haben,
- William H. Blore soll aufgrund eines Meineids einen unschuldigen Mann in den Tod getrieben haben,
- Thomas und Ethel Rogers, die den Tod ihrer vorhergehenden, behinderten Arbeitgeberin verschuldet haben sollen.

Als die Schallplatte endet, bricht zunächst die Hausdienerin Mrs. Rogers zusammen. Sie macht ihrem Gatten Thomas Vorwürfe, diese Stelle angenommen zu haben, ohne den Auftraggeber zu kennen. Richter Quinncannon schaut sich daraufhin nochmals sein Einladungsschreiben an und konstatiert, dass der Gastgeber mit „U. N. Owen“, englisch ausgesprochen „unknown“, also „unbekannt“, unterzeichnet hat. Im Verlauf der Konversation unter den Gästen wird deutlich, dass keiner der Eingeladenen weder die Person „U. N. Owen“ kennt noch ihr jemals begegnet ist. Man diskutiert über die auf der Schallplatte geäußerten Anschuldigungen und ob, wann und wie man die Insel schnellstmöglich wieder verlassen könne. Hausdiener Mr. Rogers erklärt, dass das Boot vom Festland nur zweimal pro Woche anlegen würde, sodass man noch einige Tage auf dieser Insel festsitzen werde. Als Prinz Nikita Starloff bei seinem erneuten Pianospiel wiederholt zu einem Glas Whisky greift, wirft es ihn als ersten um: In seinem Whiskyglas war Gift. Der Richter und der Arzt begegnen sich im Salon und sehen dabei, dass die erste Figur aus dem Dekorations-Ensemble herausgebrochen wurde. Damit sind noch 9 Figuren übrig.
Am nächsten Morgen erwacht, wie es im Text die Liedes „Zehn kleine Negerlein“ heißt, eine weitere Person nicht mehr aus ihrem Schlaf: Es ist die Dienerin, Mrs. Ethel Rogers. Dr. Armstrong äußert daraufhin seinen Verdacht, dass sich dieser Mr. Owen irgendwo auf dem Anwesen versteckt halten müsse und wird in seiner Ansicht von Richter Quinncannon bestärkt. Allmählich beginnen sich die Gäste gegenseitig zu verdächtigen. Als der alte, bereits ein wenig begriffsstutzige General Mandrake nicht zum Dinner erscheint, machen sich die Anwesenden Sorgen um ihn. Philip Lombard stürzt in die regenstürmische Nacht, um nach Mandrake, der zuletzt von Vera Claythorne an den Klippen gesehen wurde, zu suchen. Er findet ihn tot. Und wieder lässt eine herausgebrochene Figur nur noch 8 auf dem Ensemble übrig. Philip und Vera entwickeln im weiteren Verlauf des Films eine Sympathie füreinander und überlegen, wer von den noch Lebenden wohl Mr. Owen sein könnte. Als Butler Rogers bei einer Los-Abstimmung aller Gäste auf Platz 1 der Verdächtigen landet, ist er darüber derart aufgebracht, dass er vor den Augen aller große Mengen Alkohol trinkt, um allen zu beweisen, dass er niemanden durch Gift in Getränken umgebracht haben kann. Als Emily Brent auf ihr Zimmer möchte, um zu Bett zu gehen, bietet sich Vera an, sie zu begleiten. Das gegenseitige Misstrauen ist aber bereits so groß, dass Emily ablehnt und letztlich von vier Personen nach oben begleitet wird. Unterdessen belauern sich der mit einem Kamin-Feuerhaken bewaffnete Arzt und der Richter gegenseitig im Salon.
Am nächsten Morgen ist auch Diener Rogers tot, obwohl er sich in seiner Furcht vor den anderen mit einer Axt bewaffnet in einem benachbarten Holzschuppen eingeschlossen hatte. Nur kurze Zeit später später trifft es Mrs. Brent: sie liegt tot in ihrem Bett und wurde durch eine Spritze getötet. Zwei weitere Figuren sind auch aus der Tisch-Deko entfernt. Jeder verdächtigt nun jeden: Einmal wird Philip Lombard von den anderen festgehalten, Sekunden später trifft es Detektiv William H. Blore, der für den Mörder gehalten wird. Dann beginnt plötzlich das Licht zu flackern. Die Nerven der Überlebenden liegen blank: Beim Billardspiel im Halbdunkel beginnen sich der Richter und der Doktor mit ihren Billardqueues gegenseitig in Schach zu halten, während Philip Lombard Blore, der einen Generator reparieren will, in den Holzschuppen folgt und ihn nach Vera fragt, da diese plötzlich verschwunden ist. Blore fühlt sich von Lombard bedroht und greift zu einem Holzscheit. Da taucht Vera unversehrt auf und für einen Moment scheint wieder etwas Vertrauen wiederhergestellt. Auch zwischen Quinncannon und Dr. Armstrong wird die Situation vorübergehend geklärt. Am Abend setzen sich alle zusammen, auf das ein jeder ein Geständnis zu den durch Mr. Owen bezichtigten Verbrechen ablegen könne. Der Richter beginnt und gesteht, dass er mit seinem Schuldspruch gegenüber dem Unschuldigen lediglich die Reputation seines Verteidigers zerstören wollte. Dr. Armstrong gibt zu, dass er tatsächlich unter Alkoholeinfluss operiert hatte und dadurch eine Patientin ihr Leben verlor. Detektiv Blore gesteht zwar seinen Meineid, der einen Mann ins Gefängnis brachte, sieht sich aber für dessen Tod nicht verantwortlich. Philip Lombard wiederum beginnt sein Statement mit den Worten: „Mr. Lombard ist nicht imstande, irgendetwas abzustreiten“. Plötzlich springt Vera Claythorne auf und behauptet, ihr sei kühl. Sie will nach oben in ihr Zimmer. Kurz darauf ist ein Schuss zu hören.
Die im Salon verbliebenen Herren rennen im durch fehlende Elektrizität noch immer dunklen Haus vergeblich nach oben, vermissen daraufhin den Richter unter sich, finden ihn später wieder im Erdgeschoss den Anwesens und müssen feststellen, dass er tot ist. Eine Pistolenkugel hatte seinen Kopf durchschlagen. In der Folgeszene schließt Dr. Armstrong die Augen des Toten. Nun gerät Vera in Verdacht, da sie als einzige zum Todeszeitpunkt kein Alibi für ihren Verbleib hat. Von Armstrong befragt, ob sie des von Mr. Owen beschuldigten Verbrechens schuldig ist, entgegnet sie, dass sie ihr Ehrenwort gebe, kein Verbrechen verübt zu haben. Bald geht jeder auf sein Zimmer zur Nachtruhe. Philip begibt sich jedoch wenig später zum Zimmer, in dem Vera aus Sicherheitsgründen von außen eingeschlossen wurde. Um ihr zu versichern, dass von ihm keinerlei Gefahr drohe, überreicht Philip ihr seinen Revolver. Vera gesteht Philip, dass sie nicht die Beschuldigte sei, sondern ihre Schwester. Mr. Owen sei wohl nicht perfekt, sagt Philip Lombard daraufhin und erwähnt, dass er nicht Mr. Lombard sei. Dann verlässt er Veras Zimmer durch das Fenster auf dem Weg zurück in sein eigenes Zimmer, um dem Täter auf die Spur zu kommen. Es könne sich bei dem Mörder nur um Blore oder Armstrong handeln, glaubt er. Doch der Arzt ist unauffindbar. So kombiniert Lombard, dass nur Armstrong der Mörder sein müsse. Doch er bleibt bis zum nächsten Morgen wie vom Erdboden verschluckt.
In dem Moment, in dem Blore zu wissen glaubt, wer der Täter sei, wird er von einem großen steinernen Giebel, den eine nicht sichtbare Person von einem Sims kippt, erschlagen. Jetzt sind nur zwei Keramik-Figuren aus dem Tisch noch nicht herausgebrochen. Vera und Philip sehen einen leblosen Körper am entfernten Strand liegen und eilen dorthin. Es ist der tote Dr. Armstrong. Da nun kein anderer mehr lebt, beschuldigen sich die Philip und Vera gegenseitig, der Mörder zu sein. Lombard gesteht, dass sein wahrer Name Charles Morley sei und Lombard ein Freund gewesen ist, der sich wegen der ihm vorgeworfenen Vergehen unlängst umgebracht habe. Morley habe daraufhin das an Lombard gerichtete Schreiben mit der Einladung von „Mr. Owen“ gelesen und sei deswegen auf die Insel gekommen. Er wolle herauszufinden, ob die Vergehen in Zusammenhang mit Lombards Selbstmord stünde. Morley alias Lombard hat eine Idee: Er befiehlt Vera, auf ihn zu schießen. Ein Schuss fällt, der ihn niederstreckt.
Vom Haus auf dem Plateau der Insel beobachtet unterdessen jemand das Geschehen. Dann geht dieser Unbekannte zurück zur Figurengruppe und bricht die vorletzte Figur heraus. Vera läuft vom Strand zum Haus zurück. Als sie das Haus betritt, bemerkt sie ein Galgenstrick, der an der Zimmerdecke befestigt worden war und hört Billardspielgeräusche. Sie tritt an den Spieltisch und sieht den totgeglaubten Richter, der zu ihr meint: „Ein kleines Negerlein blieb allein zurück, es erhänkte sich und dann gabs keins mehr“. Der Strick sei für sie, Vera, bestimmt, erklärt Quinncannon siegesgewiss, denn seine Arbeit, Gerechtigkeit für die Untaten der nun toten Gäste zu schaffen, sei vollbracht. Auf Veras Einwand hin, dass sie keinen Grund habe, sich aufzuhängen, erklärt der Jurist selbstsicher, dass dieses Ende ihr wegen der existierenden Todesstrafe für Mord ohnehin bevorstehe. Denn sie werde die alleinige Überlebende sein – in einem Haus voller Ermordeter.
Seinen eigenen Tod, so erklärt der Richter seinem verdutzten Gegenüber, habe er mit Hilfe des leicht zu überredenden Dr. Armstrong „inszeniert“, der Quinncannons Ableben vor den Augen der anderen bestätigte. Wenig später sei er von den Toten wieder auferstanden und habe Armstrong als Mitwisser am Strand umgebracht. Er selbst, so Quincannon, habe nicht mehr lange zu leben, er sei schwer krank. Dann nimmt er kaltlächelnd einen Whisky zu sich, gefüllt mit einer tödlichen Dosis Gift. Der Richter glaubt seinen Augen nicht zu trauen, als plötzlich Charles Morley den Raum betritt. Der Schuss auf ihn war nur vorgetäuscht, um den wahren Mörder aus dem Versteck zu locken. Der Richter stirbt mit der Gewissheit, sich letzten Endes verkalkuliert zu haben. Seine letzten Worte lauten „Trau niemals einer Frau“.
Wenige Augenblicke später wird ein Schatten am Fenster sichtbar: Es ist der Bootsmann der den zwei Anwesenden verkündet, sein Boot sei fertig zum Ablegen. Vera und Philip verlassen das Haus, der Film endet.

## Produktionsnotizen
Das letzte Wochenende wurde in den Samuel Goldwyn Studios in Hollywood gedreht und erlebte am 31. Oktober 1945 seine Uraufführung. Die deutsche Erstaufführung fand am 10. April 1953 statt, die deutsche Fernseh-Erstausstrahlung erfolgte am 6. Januar 1967 im ZDF.
Ernst Fegté zeichnete für die Filmbauten verantwortlich, Edward G. Boyle für die Ausstattung. René Hubert entwarf die Kostüme. Charles Previn hatte die musikalische Leitung.

## Literarische Vorlage
Der Film basiert auf einem der erfolgreichsten Kriminalromane Agatha Christies, „And Then There Were None“, ursprünglich „Ten Little Indians“ nach dem auch in Deutschland bekannten Abzählreim „Zehn kleine Negerlein“. Der heutige deutsche Titel des Romans ist Und dann gabs keines mehr, die zur Zeit des deutschen Kinostarts auf dem Markt erhältliche deutsche Übersetzung des Krimis trug aber den Titel Letztes Weekend, woraus sich der deutsche Verleihtitel erklärt. Dieser Roman ist mit bis heute 100 Millionen verkauften Exemplaren das meistverkaufte Werk Christies und zugleich der meistverkaufte Kriminalroman aller Zeiten. Dieser Film von 1945, die erste Kino-Adaption des Christie-Romans, hält sich nicht in allen Details an die literarische Vorlage.

### Weitere Verfilmungen
- 1965: Geheimnis im blauen Schloß
- 1969: Zehn kleine Negerlein (deutsche Fernsehfassung)
- 1973: Ein Unbekannter rechnet ab
- 1987: Das letzte Weekend (Destjat Negritjat) (sowjet. Kinoproduktion)
- 1988: Tödliche Safari
- 2010: And Then There Were Fewer (Episode 1, Staffel 9, Family Guy)
- 2015: Und dann gabs keines mehr (2015) (Fernsehdreiteiler)

Der 2014 angelaufene Arnold-Schwarzenegger-Film Sabotage lehnt sich lose an die Christie-Vorlage an.

## Synchronisation
Die deutsche Synchronfassung entstand 1953 bei der Berliner Synchron.
| Rolle                               | Schauspieler     | Dt. Synchronstimme  |
| ----------------------------------- | ---------------- | ------------------- |
| Richter Francis J. Quinncannon      | Barry Fitzgerald | Alfred Balthoff     |
| Dr. Edward G. Armstrong             | Walter Huston    | Walther Suessenguth |
| Philip Lombard alias Charles Morley | Louis Hayward    | Wolfgang Kieling    |
| Vera Claythorne                     | June Duprez      | Margot Leonard      |
| Detektiv William Henry Blore        | Roland Young     | Martin Held         |
| Prinz Nikita „Nikki“ Starloff       | Mischa Auer      | Erich Fiedler       |
| General Sir John Mandrake           | C. Aubrey Smith  | Walter Werner       |
| Emily Brent                         | Judith Anderson  | Ursula Krieg        |
| Thomas Rogers, Bediensteter         | Richard Haydn    | Wolfgang Kühne      |

## Kritiken
Die Kritik überschlug sich geradezu und überhäufte René Clairs feinsinnige Inszenierung mit Elogen. Nachfolgend eine kleine Auswahl:

„Frankreichs französischster Regisseur, René Clair, übersetzte die Spannungstechnik der englischen Kriminalschriftstellerin Agatha Christie in ein filmisches Denkpuzzle, das noch nach sieben Morden von den beiden Überlebenden und allen Zuschauern ungelöst ist. Die Mordserie wird durch das musikalische Leitmotiv "Zehn kleine Negerlein" zart untermalt. Selbst Kriminalfilmkennern kribbelt's vor Spannung in den Fingerspitzen.“

„Exzellente Verfilmung eines Romans von Agatha Christie: rasante Kriminalspannung mit unheimlicher Atmosphäre und profilierten Charakterzeichnungen und zugleich eine Genre-Parodie voll von schwarzem Humor.“

„Großartiges Drehbuch von Dudley Nichols, vervollständigt durch superbe visuelle Einfälle.“

„Ein klassischer Mystery-Roman wurde hier adaptiert und inszeniert mit der größtmöglichen Sorgfalt, um eine ausgelassene, schwarze Komödie, stilvolle Verwirrung und einige ausgezeichnete Schauspielauftritte zu zeigen.“

„Reichhaltig bezüglich der Ingredienzien, die Mystery-Dramen so populär gemacht haben.“